# Australian Open 2025 - Doppio femminile in carrozzina
Diede de Groot e Jiske Griffioen erano le detentrici del titolo, ma la de Groot ha deciso di non partecipare e la Griffioen ha partecipato con Aniek van Koot, venendo eliminate in semifinale.
In finale la coppia formata da  Li Xiaohui e Wang Ziying ha sconfitto la coppia Manami Tanaka e Zhu Zhenzhen con il punteggio di 6–2, 6–3.

## Teste di serie
1. Jiske Griffioen /  Aniek van Koot (semifinale)

1. Yui Kamiji /  Lucy Shuker (semifinale)

## Tabellone

### Legenda
| - Q = Qualificato - WC = Wild card - LL = Lucky loser | - ALT = Alternate - SE = Special Exempt - PR = Protected Ranking | - w/o = Walkover - r = Ritirato - d = Squalificato |

|  | Quarti di finale | Quarti di finale                   | Quarti di finale                   | Quarti di finale                   | Quarti di finale |  |  | Semifinale | Semifinale                     | Semifinale                     | Semifinale             | Semifinale             |   |   | Finale | Finale                     | Finale                     | Finale | Finale |  |
|  |                  |                                    |                                    |                                    |                  |  |  |            |                                |                                |                        |                        |   |   |        |                            |                            |        |        |  |
|  | 1                | Jiske Griffioen Aniek van Koot     | Jiske Griffioen Aniek van Koot     | Jiske Griffioen Aniek van Koot     | w/o              |  |  |            |                                |                                |                        |                        |   |   |        |                            |                            |        |        |  |
|  |                  | Shiori Funamizu Kgothatso Montjane | Shiori Funamizu Kgothatso Montjane | Shiori Funamizu Kgothatso Montjane |                  |  |  | 1          | Jiske Griffioen Aniek van Koot | Jiske Griffioen Aniek van Koot | 3                      | 3                      |   |   |        |                            |                            |        |        |  |
|  |                  | Angélica Bernal Lizzy de Greef     | Angélica Bernal Lizzy de Greef     | 1                                  | 5                |  |  |            | Manami Tanaka Zhu Zhenzhen     | Manami Tanaka Zhu Zhenzhen     | 6                      | 6                      |   |   |        |                            |                            |        |        |  |
|  |                  | Manami Tanaka Zhu Zhenzhen         | Manami Tanaka Zhu Zhenzhen         | 6                                  | 7                |  |  |            |                                |                                |                        |                        |   |   |        | Manami Tanaka Zhu Zhenzhen | Manami Tanaka Zhu Zhenzhen | 2      | 3      |  |
|  |                  | Li Xiaohui Wang Ziying             | Li Xiaohui Wang Ziying             | 6                                  | 6                |  |  |            |                                |                                | Li Xiaohui Wang Ziying | Li Xiaohui Wang Ziying | 6 | 6 |        |                            |                            |        |        |  |
|  |                  | Charlotte Fairbank Mariska Venter  | Charlotte Fairbank Mariska Venter  | 1                                  | 0                |  |  |            | Li Xiaohui Wang Ziying         | Li Xiaohui Wang Ziying         | 7                      | 6                      |   |   |        |                            |                            |        |        |  |
|  |                  | Macarena Cabrillana Saki Takamuro  | Macarena Cabrillana Saki Takamuro  | 1                                  | 0                |  |  | 2          | Yui Kamiji Lucy Shuker         | Yui Kamiji Lucy Shuker         | 5                      | 1                      |   |   |        |                            |                            |        |        |  |
|  | 2                | Yui Kamiji Lucy Shuker             | Yui Kamiji Lucy Shuker             | 6                                  | 6                |  |  |            |                                |                                |                        |                        |   |   |        |                            |                            |        |        |  |